# Delphinium hirtifolium
Delphinium hirtifolium är en ranunkelväxtart som beskrevs av Wen Tsai Wang. Delphinium hirtifolium ingår i släktet storriddarsporrar, och familjen ranunkelväxter. Inga underarter finns listade i Catalogue of Life.